# Serie D 2023-2024
La Serie D 2023-2024 è stata la 76ª edizione del massimo campionato dilettantistico, quarto livello della piramide calcistica italiana. Esso è gestito per la 42ª volta dalla Lega Nazionale Dilettanti.

## Stagione

### Novità
Le società aventi diritto all'iscrizione erano 166. L'organico si sarebbe potuto ridurre allo standard di 162 per effetto delle mancate iscrizioni di Viterbese (retrocessa dalla Serie C), Arzachena, Torviscosa (che ha rinunciato espressamente) e Sambenedettese (esclusa per inadempienze finanziarie), oltre alla riammissione in Serie C del retrocesso Mantova ed al ripescaggio in terza serie della Casertana. Tuttavia la Lega Nazionale Dilettanti aveva stabilito a priori la conferma della consistenza numerica di 166 squadre della precedente stagione ed ha pertanto proceduto ai ripescaggi dall'Eccellenza di Portogruaro, Caravaggio, Trestina, Boreale, Città di Varese e Progresso. Infine il 12 settembre 2023, a campionato già iniziato, è stata iscritta in sovrannumero la nuova società appartenente alla città di Reggio Calabria, denominata La Fenice Amaranto, costituitasi a seguito dell'esclusione della Reggina dal campionato di Serie B per inadempienze finanziarie, con conseguente modifica del calendario del girone I. In questo modo il torneo vede partecipare in tutto 167 squadre (5 in sovrannumero rispetto al format standard). Il 3 novembre 2023, a campionato in corso, il Lamezia Terme ha annunciato il proprio ritiro dal campionato, facendo scendere il numero di squadre a 166 poi ulteriormente ridotto a 165 in seguito all'esclusione della Pistoiese il 16 aprile 2024, dopo la rinuncia a giocare due gare di campionato.
Va notato che alcune realtà hanno di fatto conservato la categoria grazie a cambi di denominazione o spostamenti di altre società: l'esclusa Sambenedettese prosegue la sua storia grazie al cambio di ragione sociale del Porto d'Ascoli, seconda realtà cittadina; il retrocesso Montebelluna resta in Serie D "incorporando" il cessato Cartigliano, con trasferimento temporaneo di sede a Riese Pio X e assunzione della ragione sociale transitoria Monte Prodeco; il Roma City, retrocesso sul campo ai play-out, acquisisce il titolo sportivo dalla Vis Artena spostando le giovanili ad Artena mentre la prima squadra rimane a Riano.
Fra le partecipanti residuano sette delle retrocesse dalla Serie C 2022-2023: Sangiuliano City, Piacenza, San Donato Tavarnelle, Imolese, Montevarchi, Gelbison e Fidelis Andria.
Di seguito le fusioni e le variazioni di denominazione sociale significative:
- il Franciacorta cede il titolo sportivo al Palazzolo;
- il CAST Brescia riprende dopo un anno la denominazione di Atletico Castegnato;
- il Porto d'Ascoli cambia nome in Sambenedettese (con un breve passaggio intermedio come San Benedetto);
- la Lupa Frascati cambia denominazione in Romana Football Club;
- il Team Nuova Florida cambia denominazione in NF Ardea;
- l'Afragolese cede il titolo sportivo alla Calcio Real Casalnuovo, senza però fare in tempo a cambiare la denominazione federale, che per questa stagione rimane quella di "Afragolese";
- la Vis Artena cede il titolo sportivo alla Roma City;
- il Cartigliano cede il titolo sportivo al Montebelluna, che diviene transitoriamente Monte Prodeco.

### Formula
Le 167 squadre sono state suddivise in nove gironi all'italiana, dei quali due (A e B) da 20 club ciascuno e altri sei (C, D, E, F, G, ed H) da 18, mentre il girone I, con l'inserimento successivo della Fenice Amaranto, è di 19 club, organizzati secondo criteri di vicinanza geografica. Il campionato prevede un turno d'andata e uno di ritorno, con promozione diretta in Serie C 2024-2025 per la vincente di ogni girone.

## Squadre partecipanti
Di seguito la composizione dei gironi comunicata dalla LND.

### Girone A
- Alba
- Albenga
- Alcione
- Asti
- Borgosesia
- Bra
- Chieri
- Chisola
- Città di Varese
- Derthona
- Fezzanese
- Gozzano
- Lavagnese
- Ligorna
- Pinerolo
- PDHAE
- RG Ticino
- Sanremese
- Vado
- Vogherese

### Girone B
- Arconatese
- Brusaporto
- Caldiero
- Caravaggio
- Casatese
- Castellanzese
- Clivense
- Club Milano
- Crema
- Desenzano
- Folgore Caratese
- Legnano
- Palazzolo
- Piacenza
- Ponte San Pietro
- Real Calepina
- Tritium
- Varesina
- Villa Valle
- Virtus CiseranoBergamo

### Girone C
- Adriese
- Atletico Castegnato
- Bassano
- Breno
- Campodarsego
- Chions
- Cjarlins Muzane
- Dolomiti Bellunesi
- Este
- Luparense
- Mestre
- Montebelluna[4]
- Montecchio
- Mori Santo Stefano
- Portogruaro
- Treviso
- Union Clodiense CS
- Virtus Bolzano

### Girone D
- Aglianese
- Borgo San Donnino
- Carpi
- Certaldo
- Corticella
- Fanfulla
- Forlì
- Imolese
- Lentigione
- Mezzolara
- Pistoiese[5]
- Prato
- Progresso
- Ravenna
- Sammaurese
- Sangiuliano City
- Sant'Angelo
- Victor San Marino

### Girone E
- Cenaia
- Figline
- Follonica Gavorrano
- Ghiviborgo
- Grosseto
- Livorno
- Mobilieri Ponsacco
- Montevarchi
- Orvietana
- Pianese
- Poggibonsi
- Real Forte Querceta
- San Donato Tavarnelle
- Sangiovannese
- Sansepolcro
- Seravezza
- Trestina
- Tau Altopascio

### Girone F
- Atletico Ascoli
- Avezzano
- Campobasso
- Chieti
- Fano
- Forsempronese
- L'Aquila
- Matese
- Real Monterotondo Scalo
- Roma City
- Sambenedettese
- S.N. Notaresco
- Sora
- Termoli
- Tivoli
- United Riccione
- Vastogirardi
- Vigor Senigallia

### Girone G
- Anzio
- NF Ardea
- Atletico Uri
- Boreale DonOrione
- Budoni
- Cassino
- Cavese
- Cynthialbalonga
- Costa Orientale Sarda
- Flaminia CivitaCastellana
- Gladiator
- Ischia
- Latte Dolce
- Nocerina
- Ostia Mare
- Romana
- San Marzano
- Trastevere

### Girone H
- Angri
- Barletta
- Bitonto
- Casarano
- Fasano
- Fidelis Andria
- Gallipoli
- Gelbison
- Gravina
- Manfredonia
- Martina
- Matera
- Nardò
- Paganese
- Palmese
- Rotonda
- Santa Maria Cilento
- Team Altamura

### Girone I
- Acireale
- Akragas
- Canicattì
- Castrovillari
- Gioiese
- Igea Virtus
- La Fenice Amaranto
- Lamezia Terme[6]
- Licata
- Locri
- Portici
- Ragusa
- Real Casalnuovo[7]
- San Luca
- Città di Sant'Agata
- Sancataldese
- Siracusa
- Trapani
- Vibonese

## Poule Scudetto
Per l'assegnazione del titolo italiano di Serie D, al termine della stagione regolare, le nove squadre prime classificate vengono suddivise in tre triangolari e si incontrano in gare di sola andata. Nel secondo turno riposa chi ha vinto il primo incontro o, in caso di pareggio, quella che ha disputato la prima sfida in trasferta.
Le vincenti dei triangolari e la miglior seconda accedono alle semifinali, che vengono definite per sorteggio e che si disputano quest'anno con gare di andata e ritorno. La finale è invece confermata in gara unica in campo neutro e senza tempi supplementari: in caso di parità si va direttamente ai rigori.
Nel caso in cui due o tutte e tre le squadre concludessero il proprio triangolare a pari punti, per determinare la vincente si terrà conto, nell'ordine:
- scontro diretto;
- della migliore differenza reti nei triangolari;
- del maggior numero di reti segnate nei triangolari;
- del maggior numero di reti segnate in trasferta nei triangolari;
- della migliore posizione nella classifica della Coppa Disciplina del Campionato di Serie D;
- del sorteggio.

Per stabilire la migliore tra le seconde, si terrà conto, nell'ordine: 
- dei punti ottenuti negli incontri disputati;
- della migliore differenza reti nei triangolari;
- del maggior numero di reti segnate nei triangolari;
- del maggior numero di reti segnate in trasferta nei triangolari;
- della migliore posizione nella classifica della Coppa Disciplina del Campionato di Serie D;
- del sorteggio.

### Squadre partecipanti
| Triangolare 1      | Triangolare 2 | Triangolare 3 |
| ------------------ | ------------- | ------------- |
| Alcione            | Carpi         | Cavese        |
| Caldiero           | Pianese       | Team Altamura |
| Union Clodiense CS | Campobasso    | Trapani       |

### Turno preliminare

#### Triangolare 1
| Squadra               | P.ti | G | V | N | P | GF | GS | DR |
| --------------------- | ---- | - | - | - | - | -- | -- | -- |
| 1. Caldiero           | 6    | 2 | 2 | 0 | 0 | 4  | 1  | +3 |
| 2. Union Clodiense CS | 3    | 2 | 1 | 0 | 1 | 2  | 3  | -1 |
| 3. Alcione            | 0    | 2 | 0 | 0 | 2 | 2  | 4  | -2 |

|                    | Risultati |                    | Luogo e data             |
| ------------------ | --------- | ------------------ | ------------------------ |
| Caldiero           | 2-0       | Union Clodiense CS | Caldiero, 11 maggio 2024 |
| Union Clodiense CS | 2-1       | Alcione            | Chioggia, 15 maggio 2024 |
| Alcione            | 1-2       | Caldiero           | Milano, 19 maggio 2024   |

#### Triangolare 2
| Squadra       | P.ti | G | V | N | P | GF | GS | DR |
| ------------- | ---- | - | - | - | - | -- | -- | -- |
| 1. Campobasso | 6    | 2 | 2 | 0 | 0 | 3  | 0  | +3 |
| 2. Pianese    | 1    | 2 | 0 | 1 | 1 | 1  | 2  | -1 |
| 3. Carpi      | 1    | 2 | 0 | 1 | 1 | 1  | 3  | -2 |

|            | Risultati |            | Luogo e data                   |
| ---------- | --------- | ---------- | ------------------------------ |
| Pianese    | 0-1       | Campobasso | Piancastagnaio, 12 maggio 2024 |
| Carpi      | 1-1       | Pianese    | Carpi, 15 maggio 2024          |
| Campobasso | 2-0       | Carpi      | Campobasso, 19 maggio 2024     |

#### Triangolare 3
| Squadra          | P.ti | G | V | N | P | GF | GS | DR |
| ---------------- | ---- | - | - | - | - | -- | -- | -- |
| 1. Cavese        | 6    | 2 | 2 | 0 | 0 | 4  | 2  | +2 |
| 2. Trapani       | 3    | 2 | 1 | 0 | 1 | 5  | 3  | +2 |
| 3. Team Altamura | 0    | 2 | 0 | 0 | 2 | 0  | 4  | -4 |

|               | Risultati |               | Luogo e data                     |
| ------------- | --------- | ------------- | -------------------------------- |
| Cavese        | 1-0       | Team Altamura | Cava de' Tirreni, 12 maggio 2024 |
| Team Altamura | 0-3       | Trapani       | Altamura,15 maggio 2024          |
| Trapani       | 2-3       | Cavese        | Erice, 19 maggio 2024            |

### Fase finale
Gli incontri della fase finale si giocheranno in gara di andata e di ritorno ad esclusione della finale in gara unica. Al termine dei 90', in caso di parità sono previsti non i tempi supplementari, ma direttamente i calci di rigore.

#### Semifinali
|            | Risultati |            | Luogo e data                     |
| ---------- | --------- | ---------- | -------------------------------- |
| Caldiero   | 0-1       | Trapani    | Caldiero, 2 giugno 2024          |
| Trapani    | 4-1       | Caldiero   | Erice, 6 giugno 2024             |
|            |           |            |                                  |
| Cavese     | 2-5       | Campobasso | Cava de' Tirreni, 1º giugno 2024 |
| Campobasso | 2-3       | Cavese     | Campobasso, 6 giugno 2024        |
|            |           |            |                                  |

#### Finale
|            | Risultati |         | Luogo e data             |
| ---------- | --------- | ------- | ------------------------ |
| Campobasso | 5-1       | Trapani | Grosseto, 16 giugno 2024 |